# Veli Räsänen
Veli Räsänen (ur. 24 sierpnia 1888 w Simo, zm. 16 lipca 1953 tamże) – mykolog i lichenolog fiński.

## Życiorys i praca naukowa
Jego rodzicami byli nauczyciele szkół podstawowych. Egzamin maturalny zdał w 1909 r. W 1913 r. ukończył studia na Uniwersytecie w Oulu, w 1927 r. uzyskał doktorat na Uniwersytecie w Helsinkach. W latach 1918–1921 pracował w liceum rolniczym Lapua dla nauczycieli ucząc nauk przyrodniczych i hodowli zwierząt. Był instruktorem w Szkole Rolniczej, później został wykładowcą kolegium w Kuopio.
Już w okresie studiów Räsänen zbierał porosty i jego pierwsze publikacje były o porostach. Jego pierwsza poważna rozprawa, opublikowana w 1926 roku, dotyczyła flory porostów w North Ostrobothnia. Jego rozprawa licencjacka nosiła tytuł „Über Flechtensstandorte und Flechtenvegetation im westlichen Nordfinnland” („O lokalizacji porostów i roślinności porostów w zachodniej północnej Finlandii”). Po tej pracy pojawiło się kilka obszernych prac, głównie o treści systematycznej i florystycznej: o porostach estońskich (1931), o florze porostów Eidslandet (1932); o porostach na obszarach przybrzeżnych północnego jeziora Ładoga (1939) oraz o porostach prowincji Petsamo (1943). W badaniu porostów na obszarze Pechenga skatalogował ponad 520 taksonów. Opisał także kilka gatunków grzybów naporostowych.
Oprócz własnoręcznie zbieranych porostów Räsänen opisywał także porosty przysyłane mu z innych zbiorów, m.in. z Ogrodu Botanicznego Uniwersytetu Helsińskiego. Otrzymywał również kolekcje porostów z zagranicy, opisując liczne taksony porostów wcześniej nieznane nauce. Zebrał dużą kolekcję eksykatów porostów i wykorzystał ją do uzupełnienia pracy „Lichenes Fenniae Exsiccati”, wydanej wcześniej przez J. P. Norrlina i W. Nylandera, a później Vainio. W latach 1935–1946 Räsänen opracował jej 20 kolejnych zeszytów obejmujących łącznie 1000 numerów. W latach 1946–1952 opracował „Lichenotheca Fennica a Museo Kuopioensi edita”, 30 zeszytów, obejmujących łącznie 750 numerów.
Starał się wzbudzić zainteresowanie badaniem i zbieraniem porostów wśród młodych ludzi. W tym celu w 1951 r. napisał książkę dla nowicjuszy „Suomen jäkäläkasvio” („Porosty fińskie”).
W nazwach naukowych utworzonych przez niego taksonów dodawane jest jego nazwisko Räsänen.